# گمینا وشکی
گمینا وشکی (به لهستانی:  Gmina Wyszki) یک گمینا در لهستان است که در شهرستان بیلسک واقع شده‌است. گمینا وشکی ۲۰۶٫۵ کیلومتر مربع مساحت و ۴٬۹۱۴ نفر جمعیت دارد.